# ТЕЦ Васіт
27°6′47″ пн. ш. 49°18′43″ сх. д. / 27.11306° пн. ш. 49.31194° сх. д.
ТЕЦ Васіт — теплова електростанція у Саудівській Аравії, яка обслуговує один з виробничих об’єктів компанії Saudi Aramco. 
У 2010-х роках в межах проекту масштабного нарощування видобутку газу на східному узбережжі Саудівської Аравії спорудили газопереробний завод Васіт. За напрацьованою у 21 столітті практикою Saudi Aramco забезпечила його власною теплоелектроцентраллю, яка стала до ладу в 2016 році.  
ТЕЦ Васіт має чотири газові турбіни потужністю по 150 МВт, які через відповідну кількість котлів-утилізаторів живлять 2 парові турбіни. Окрім виробництва 750 МВт електроенергії станція може щогодини продукувати 550 тон технологічної пари, при цьому вона має 3 допоміжні парові котла.
Як паливо ТЕЦ споживає природний газ.
Надлишкова електроенергія може видаватись у загальну мережу по ЛЕП, що працюють під напругою 115 кВ.